# George Young (calciatore)
George Young (Grangemouth, 27 ottobre 1922 – 10 gennaio 1997) è stato un calciatore e allenatore di calcio scozzese, di ruolo difensore.

## Carriera

### Calciatore

#### Club
Cresciuto nelle giovanili del Kirkintilloch Rob Roy, dal 1941 è passato ai Rangers, formazione con la quale ha vinto sei campionati scozzesi, quattro Coppe di Scozia e due Coppe di Lega scozzese. Ha anche disputato due delle tre gare della Coppa dei Campioni 1956-1957 tra gli scozzesi e il Nizza

#### Nazionale
Con la maglia della nazionale scozzese ha giocato 53 partite tra il 1946 e il 1957, senza mettere a segno reti. Il suo esordio avvenne il 15 maggio 1946 quando entrò nel secondo tempo dell'amichevole contro la Svizzera al posto di Billy Campbell.

### Allenatore
Smessi i panni del calciatore allenò per tre anni il Third Lanark, dal 1959 al 1962, portandolo allo storico terzo posto nella stagione 1960-1961.

## Palmarès

### Trofei nazionali
- Campionato scozzese: 6

Rangers: 1946-1947, 1948-1949, 1949-1950, 1952-1953, 1955-1956, 1956-1957
- Coppa di Scozia: 4

Rangers: 1947-1948, 1948-1949, 1949-1950, 1952-1953
- Coppa di Lega scozzese: 2

1946-1947, 1948-1949